# Аравет
Аравет (на арменски: Անուշավան) е село в Армения, област Ширак, община Алвен. Според Националната статистическа служба на Армения през 2012 г. общината има 32 жители.

## Демография
Броят на население в годините 1886–2004 е както следва: